# Sweetener World Tour
Sweetener World Tour foi a quarta turnê e a terceira mundial em geral da cantora estadunidense Ariana Grande, em suporte aos seus quarto e quinto álbuns de estúdio Sweetener (2018) e Thank U, Next (2019). A turnê foi oficialmente anunciada no Twitter da cantora em 25 de outubro de 2018 e percorre arenas na América do Norte e Europa, começando em 18 de março de 2019 no Times Union Center em Albany, Nova Iorque, e terminando em 22 de dezembro do mesmo ano no The Forum em Inglewood, Califórnia, Estados Unidos, totalizando 97 shows. De acordo com a Billboard lucrou US$146,4 milhões e vendeu mais de 1,3 milhão de ingressos, sendo a 7° maior turnê no geral de 2019 e a 2° maior feminina de 2019. A turnê foi a primeira da cantora a não passar em nenhuma cidade da América Latina. A digressão é promovida pela Live Nation Entertainment, com a cantora Normani e a dupla Social House abrindo os shows da primeira etapa norte-americana, e Ella Mai os da leva europeia, e contou com a participação de seus colegas de Victorious.

## Antecedentes e anúncio
Em novembro de 2016, Grande anunciou que havia começado a trabalhar em seu quarto disco, ainda durante a divulgação de seu terceiro Dangerous Woman, em sessões realizadas com o compositor e produtor Pharrell Williams. A turnê correspondente, Dangerous Woman Tour, foi realizada entre fevereiro e setembro de 2017 passando por arenas nas Américas, Europa, Ásia e Oceania, lucrando US$ 71 milhões e vendendo mais de 800 mil ingressos ao longo de 77 apresentações; uma delas, realizada em 22 de maio na Manchester Arena, ficou marcada devido à ocorrência de um atentado no final do show, que deixou 22 mortos e outros 60 feridos. A excursão foi suspendida por duas semanas, com sete datas canceladas, retomando no dia 4 de junho na mesma cidade para o concerto beneficente One Love Manchester, no qual Grande e diversos outros artistas cantaram para angariar fundos às vítimas e suas famílias, com a Cruz Vermelha Britânica noticiando mais de £ 10 milhões arrecadados.
As gravações do quarto álbum da cantora foram interrompidam em decorrência do atentado, porém ela retomou as sessões meses depois com a equipe do produtor sueco Max Martin. O produto final, Sweetener, foi lançado em 17 de agosto de 2018 sob aclamação de críticos musicais, com muitos apontando-o como o melhor e mais coeso de Grande até então, obtendo também grande sucesso comercial ao liderar paradas musicais em mais de 20 países, como Austrália, Canadá, Estados Unidos, Nova Zelândia e Reino Unido. Para a divulgação do disco, Grande apresentou-se em vários programas televisivos e também realizou uma série de três concertos promocionais; intitulados The Sweetener Sessions, eles ocorreram em agosto de 2018 em teatros nas cidades de Nova Iorque, Chicago e Los Angeles, nos Estados Unidos, com ingressos vendidos exclusivamente para clientes American Express.
Em maio de 2018, pouco após anunciar o título do disco no The Tonight Show Starring Jimmy Fallon, Grande escreveu em seu Twitter uma possível turnê para a promoção de Sweetener. Mais tarde, em agosto de 2018, a artista voltou a confirmar a possibilidade de uma digressão na rede social, escrevendo que sua equipe e ela estavam "trabalhando nisso tudo no momento"; na mesma época, mencionou ao programa Good Morning America que as datas da futura turnê em apoio ao álbum seriam divulgadas em breve, pretendendo começar em fevereiro de 2019. Em outubro, em conversa com fãs no Twitter, ela comentou que anunciaria a excursão logo, por estar ainda em processo de finalização das datas e também por já estar "emocionalmente" pronta para entrar em digressão, tendo enfrentado problemas pessoais. A Sweetener World Tour, assim intitulada, foi oficialmente anunciada em 25 do mesmo mês com um itinerário de 42 apresentações marcadas para 2019 em arenas na América do Norte, começando em 18 de março no Times Union Center em Nova Iorque, e terminando em 18 de junho seguinte no Madison Square Garden em Nova Iorque, ambas nos Estados Unidos, passando também pelas cidades de Toronto, Montreal, Edmonton e Vancouver no Canadá. A cantora Normani e a dupla Social House foram anunciados como atos de abertura da etapa norte-americana, enquanto na Europa este cargo será da cantora Ella Mai. A turnê é promovida pela Live Nation Entertainment, com datas internacionais sendo divulgadas em dezembro de 2018. Uma apresentação em Manchester também está sendo planejada para esta leva.
Em 14 de janeiro de 2019, semanas após Grande ser confirmada como uma das atrações principais da edição de 2019 do Coachella Valley Music and Arts Festival, foi anunciado mudança no itinerário da etapa norte-americana da turnê, para que fossem acomodados os concertos realizados em finais de semanas diferentes. As apresentações em Omaha e Raleigh foram canceladas, e as de Chicago, Columbus, St. Louis, Milwaukee, Saint Paul, Denver e Salt Lake City, todas originalmente marcadas para abril, foram reagendadas para junho e julho, com uma data em Las Vegas — originalmente ausente da lista original — sendo fechada para 11 de maio. Grande colaborou com a organização não-governamental HeadCount na etapa norte-americana, incentivando fãs a se registrarem para obterem títulos de eleitores, em cabines localizadas dentro das arenas — ou ainda podendo se registrar através de mensagens de texto. A colaboração rendeu o maior número de registros de novos eleitores em um ano anterior à eleição presidencial, com mais de 17 mil pessoas, e fez também da turnê a mais bem sucedida neste quesito desde 2008.
Em maio, acometida por uma doença, Grande reagendou os shows dos dias 28 e 29 daquele mês em Tampa e Orlando, para 24 e 25 de novembro, respectivamente. Uma segunda etapa norte-americana contendo dezenove apresentações nos Estados Unidos foi anunciada em 20 de junho de 2019, após a sequência de concertos na região de Nova Iorque, e ocorrerá em novembro e dezembro do mesmo ano, começando em 9 de novembro em Uniondale e terminando em 21 de dezembro no The Forum em Inglewood, Califórnia. Esta leva de shows incluiu cidades inéditas como Lexington, Colúmbia e Memphis, uma nova data em Raleigh, originalmente cancelada devido ao Coachella, e diversos concertos adicionais em cidades visitadas previamente. O concerto em Lexington, programado para 17 de novembro de 2019 na Rupp Arena, foi cancelado devido à uma doença na garganta.

## Recepção comercial

### Venda de ingressos
Na época do lançamento do álbum, Grande disponibilizou diversos produtos em sua loja virtual que davam direito a uma cópia do CD e também acesso prioritário na pré-venda dos ingressos de uma futura turnê em promoção ao trabalho. Uma tática semelhante foi realizada no Snapchat, onde foi adicionado um filtro que garantia acesso à pré-venda dos bilhetes, válida para fãs de todo o mundo. Quando a turnê foi oficialmente anunciada, além do público que realizou as táticas supracitadas, clientes American Express tiveram a oportunidade de pré-venda para os ingressos da etapa norte-americana da Sweetener World Tour entre os dias 1º e 3 de novembro de 2018. As vendas gerais se iniciaram em 5 de novembro seguinte.
Com a alta demanda, novas apresentações foram agendadas em várias cidades da etapa; no United Center em Chicago, no dia 8 de abril de 2019, no Staples Center em Los Angeles, no dia 7 de maio, na American Airlines Arena em Miami, no dia 1º de junho, no Barclays Center no Brooklyn no dia 15 do mesmo mês, no Madison Square Garden em Nova Iorque quatro dias depois, na Capital One Arena em Washington, D.C. no dia 21, no TD Garden em Boston no dia seguinte, no Wells Fargo Center na Filadélfia no dia 24 de junho, e por fim na Scotiabank Arena em Toronto, Canadá, no dia 26. Clientes American Express puderam comprar bilhetes para os novos concertos a partir de 11 de dezembro de 2018, enquanto o público geral teve direito a partir do dia 14. Dentre as datas anunciadas em junho de 2019, Miami e Brooklyn receberam mais um show, totalizando três em ambos. Uma segunda apresentação foi marcada na State Farm Arena em Atlanta, Bridgestone Arena em Nashville, American Airlines Center em Dallas, Talking Stick Resort Arena em Phoenix, The Forum em Inglewood e na cidade de Las Vegas, desta vez na MGM Grand Garden Arena. A pré-venda será disponibilizada em 26 de junho, e as vendas gerais em 1º de julho.

### Faturamento
Dados compilados pela Billboard ao longo da primeira etapa norte-americana, encerrada em agosto de 2019, revelaram um considerável crescimento de Grande em suas turnês, tanto em público quanto em faturamento. No total, a primeira leva da América do Norte encerrou com todos os concertos esgotados nos Estados Unidos, 659,842 ingressos vendidos e US$ 78.8 milhões arrecadados ao longo de 48 shows, assim ultrapassando o total das turnês anteriores da cantora e fazendo da Sweetener World Tour a mais bem sucedida de sua carreira, com ainda duas etapas a serem realizadas. A digressão superou o total global de US$ 71.1 milhões da Dangerous Woman Tour em 11%, além dos US$ 25 milhões da The Honeymoon Tour, com um aumento de 137% nos dados totais obtidos na América do Norte (US$ 33.2 milhões e 22.8 milhões, respectivamente).
Individualmente, a primeira etapa da digressão rendeu os melhores dados da cantora em público e faturamento até a data. Os dois shows no Madison Square Garden em Nova Iorque obtiveram um comparecimento de 28,576 pagantes, e um lucro de US$ 5.5 milhões — representando o maior faturamento da carreira de Grande —, enquanto outros dois no Barclays Center no Brooklyn, com US$ 4.4 milhões arrecadados, conquistaram o maior público da artista em solo norte-americano com 28,972 bilhetes. 32 dos 40 maiores registros de Grande em turnês vieram da Sweetener World Tour, um dado considerado "impressionante" pelo colunista Eric Frankenberg uma vez que metade da turnê ainda não havia sido concluída. A média por show aumentou em 98% em comparação à turnê anterior, saltando de US$ 830 mil para US$ 1.64 milhão por noite; segundo o jornalista, entre US$ 42.5 e US$ 45 milhões podem ser arrecadados na etapa europeia caso a mesma progressão ocorra, com um possível total de US$ 150 milhões.

## Repertório
O repertório abaixo é constituído do primeiro show da turnê, realizado em 18 de março de 2019 em Albany, Nova Iorque, não sendo representativo de todos os concertos.
1. "Raindrops (An Angel Cried)"
2. "God Is a Woman"
3. "Bad Idea"
4. "Break Up with Your Girlfriend, I'm Bored"
5. "R.E.M."
6. "Be Alright"
7. "Sweetener"
8. "Successful"
9. "Side to Side"
10. "Bloodline"
11. "7 Rings"
12. "Love Me Harder"
13. "Breathin"
14. "Needy"
15. "Fake Smile"
16. "Make Up"
17. "Right There"
18. "You'll Never Know"
19. "Break Your Heart Right Back"
20. "NASA"
21. "Goodnight n Go"
22. "Everytime"
23. "One Last Time"
24. "The Light Is Coming"
25. "Into You"
26. "Dangerous Woman"
27. "Break Free"
28. "No Tears Left to Cry"
29. "Thank U, Next"

- Durante o primeiro show em Boston, Grande cantou "Rule the World" com 2 Chainz.[30]
- Durante a primeira apresentação em Washington, D.C, Grande cantou "Got Her Own" com Victoria Monét.[31]
- Durante o show em Montreal, no segundo show em Los Angeles, no primeiro show em Inglewood e no primeiro show em Las Vegas, Grande cantou "Monopoly" com Victoria Monét.[32]
- Durante o primeiro show no Coachella Valley Music and Arts Festival, Grande cantou "Break Up with Your Girlfriend, I'm Bored" e "Tearin' Up My Heart" com NSYNC, "Side to Side" e "Bang Bang" com Nicki Minaj e "Mo Money Mo Problems" com Diddy e Mase.[33]
- Durante o segundo show no Coachella Valley Music and Arts Festival, Grande cantou "Sorry" com Justin Bieber.[34]
- A partir da apresentação em Edmonton, "One Last Time" foi removida do repertório.[35]
- A partir do concerto em Phoenix, "Goodnight n Go" foi substituída por "Get Well Soon".[36]
- Durante o concerto em Charlotte, Grande cantou "Tattooed Heart" e "Piano".[37]
- A partir da segunda apresentação em Washington, D.C., "Bloodline" foi removida do repertório.
- A partir do show no festival Lollapalooza, "Boyfriend" com Social House foi adicionada no repertório.[38]
- A partir do primeiro concerto em Londres, "Get Well Soon" foi substituída por "Only 1".[39]
- Durante o concerto em Atlanta, Grande convidou os seus ex-colegas de elenco Matt Bennett e Liz Gillies para performarem "I Think You're Swell" e "Give it Up" da série Victorious, causando uma grande nostalgia aos fãs.

## Datas
| Data                       | Cidade                     | País                       | Local                             | Atos de abertura           | Público                    | Receita                    |
| Etapa 1 — América do Norte | Etapa 1 — América do Norte | Etapa 1 — América do Norte | Etapa 1 — América do Norte        | Etapa 1 — América do Norte | Etapa 1 — América do Norte | Etapa 1 — América do Norte |
| -------------------------- | -------------------------- | -------------------------- | --------------------------------- | -------------------------- | -------------------------- | -------------------------- |
| 18 de março de 2019        | Albany                     | Estados Unidos             | Times Union Center                | Social House Normani       | 11,432 / 11,432            | US$ 1,268,045              |
| 20 de março de 2019        | Boston                     | Estados Unidos             | TD Garden                         | Social House Normani       | 13,125 / 13,125            | US$ 1,670,045              |
| 22 de março de 2019        | Buffalo                    | Estados Unidos             | KeyBank Center                    | Social House Normani       | 14,459 / 14,459            | US$ 1,470,630              |
| 25 de março de 2019        | Washington, D.C.           | Estados Unidos             | Capital One Arena                 | Social House Normani       | 13,598 / 13,598            | US$ 1,832,776              |
| 26 de março de 2019        | Filadélfia                 | Estados Unidos             | Wells Fargo Center                | Social House Normani       | 14,787 / 14,787            | US$ 1,799,863              |
| 28 de março de 2019        | Cleveland                  | Estados Unidos             | Quicken Loans Arena               | Social House Normani       | 14,763 / 14,763            | US$ 1,554,750              |
| 30 de março de 2019        | Uncasville                 | Estados Unidos             | Mohegan Sun Arena                 | Social House Normani       | 7,097 / 7,097              | US$ 1,112,692              |
| 1º de abril de 2019        | Montreal                   | Canadá                     | Bell Centre                       | Social House Normani       | 14,620 / 15,643            | US$ 1,440,460              |
| 3 de abril de 2019         | Toronto                    | Canadá                     | Scotiabank Arena                  | Social House Normani       | 14,663 / 14,663            | US$ 1,565,703              |
| 5 de abril de 2019         | Detroit                    | Estados Unidos             | Little Caesars Arena              | Social House Normani       | 13,698 / 13,698            | US$ 1,508,715              |
| 14 de abril de 2019        | Indio                      | Estados Unidos             | Empire Polo Club                  | —                          | —                          | —                          |
| 21 de abril de 2019        | Indio                      | Estados Unidos             | Empire Polo Club                  | —                          | —                          | —                          |
| 25 de abril de 2019        | Edmonton                   | Canadá                     | Rogers Place                      | Social House Normani       | 13,947 / 13,947            | US$ 1,493,948              |
| 27 de abril de 2019        | Vancouver                  | Canadá                     | Rogers Arena                      | Social House Normani       | 14,363 / 14,363            | US$ 1,617,978              |
| 30 de abril de 2019        | Portland                   | Estados Unidos             | Moda Center                       | Social House Normani       | 13,692 / 13,692            | US$ 1,469,277              |
| 2 de maio de 2019          | San José                   | Estados Unidos             | SAP Center                        | Social House Normani       | 13,605 / 13,605            | US$ 1,730,098              |
| 3 de maio de 2019          | Sacramento                 | Estados Unidos             | Golden 1 Center                   | Social House Normani       | 13,886 / 13,886            | US$ 1,737,905              |
| 6 de maio de 2019          | Los Angeles                | Estados Unidos             | Staples Center                    | Social House Normani       | 27,916 / 27,916            | US$ 3,277,659              |
| 7 de maio de 2019          | Los Angeles                | Estados Unidos             | Staples Center                    | Social House Normani       | 27,916 / 27,916            | US$ 3,277,659              |
| 10 de maio de 2019         | Inglewood                  | Estados Unidos             | The Forum                         | Social House Normani       | 14,417 / 14,417            | US$ 2,149,419              |
| 11 de maio de 2019         | Las Vegas                  | Estados Unidos             | T-Mobile Arena                    | Social House Normani       | 15,194 / 15,194            | US$ 1,555,349              |
| 14 de maio de 2019         | Phoenix                    | Estados Unidos             | Talking Stick Resort Arena        | Social House Normani       | 13,343 / 13,343            | US$ 1,492,678              |
| 17 de maio de 2019         | San Antonio                | Estados Unidos             | AT&T Center                       | Social House Normani       | 14,860 / 14,860            | US$ 1,678,465              |
| 19 de maio de 2019         | Houston                    | Estados Unidos             | Toyota Center                     | Social House Normani       | 12,483 / 12,483            | US$ 1,602,420              |
| 21 de maio de 2019         | Dallas                     | Estados Unidos             | American Airlines Center          | Social House Normani       | 14,262 / 14,262            | US$ 1,601,901              |
| 23 de maio de 2019         | Oklahoma City              | Estados Unidos             | Chesapeake Energy Arena           | Social House Normani       | 12,668 / 12,668            | US$ 1,347,629              |
| 25 de maio de 2019         | Nova Orleans               | Estados Unidos             | Smoothie King Center              | Social House Normani       | 12,889 / 12,889            | US$ 1,376,994              |
| 31 de maio de 2019         | Miami                      | Estados Unidos             | American Airlines Arena           | Social House Normani       | 26,704 / 26,704            | US$ 3,146,471              |
| 1º de junho de 2019        | Miami                      | Estados Unidos             | American Airlines Arena           | Social House Normani       | 26,704 / 26,704            | US$ 3,146,471              |
| 4 de junho de 2019         | Chicago                    | Estados Unidos             | United Center                     | Social House Normani       | 28,941 / 28,941            | US$ 3,468,667              |
| 5 de junho de 2019         | Chicago                    | Estados Unidos             | United Center                     | Social House Normani       | 28,941 / 28,941            | US$ 3,468,667              |
| 7 de junho de 2019         | Nashville                  | Estados Unidos             | Bridgestone Arena                 | Social House Normani       | 13,835 / 13,835            | US$ 1,437,761              |
| 8 de junho de 2019         | Atlanta                    | Estados Unidos             | State Farm Arena                  | Social House Normani       | 12,317 / 12,317            | US$ 1,220,686              |
| 10 de junho de 2019        | Charlotte                  | Estados Unidos             | Spectrum Center                   | Social House Normani       | 14,972 / 14,972            | US$ 1,550,790              |
| 12 de junho de 2019        | Pittsburgh                 | Estados Unidos             | PPG Paints Arena                  | Social House               | 14,343 / 14,343            | US$ 1,518,932              |
| 14 de junho de 2019        | Brooklyn                   | Estados Unidos             | Barclays Center                   | Social House Normani       | 28,972 / 28,972            | US$ 4,378,453              |
| 15 de junho de 2019        | Brooklyn                   | Estados Unidos             | Barclays Center                   | Social House Normani       | 28,972 / 28,972            | US$ 4,378,453              |
| 18 de junho de 2019        | Nova Iorque                | Estados Unidos             | Madison Square Garden             | Social House Normani       | 28,576 / 28,576            | US$ 5,492,909              |
| 19 de junho de 2019        | Nova Iorque                | Estados Unidos             | Madison Square Garden             | Social House Normani       | 28,576 / 28,576            | US$ 5,492,909              |
| 21 de junho de 2019        | Washington, D.C.           | Estados Unidos             | Capital One Arena                 | Social House Normani       | 13,897 / 13,987            | US$ 1,782,835              |
| 22 de junho de 2019        | Boston                     | Estados Unidos             | TD Garden                         | Social House Normani       | 13,242 / 13,242            | US$ 1,628,077              |
| 24 de junho de 2019        | Filadélfia                 | Estados Unidos             | Wells Fargo Center                | Social House Normani       | 14,968 / 14,968            | US$ 1,807,505              |
| 26 de junho de 2019        | Toronto                    | Canadá                     | Scotiabank Arena                  | Social House Normani       | 15,073 / 15,073            | US$ 1,539,282              |
| 29 de junho de 2019        | Indianápolis               | Estados Unidos             | Bankers Life Fieldhouse           | Social House Normani       | 13,773 / 13,773            | US$ 1,346,335              |
| 1º de julho de 2019        | Columbus                   | Estados Unidos             | Schottenstein Center              | Social House Normani       | 13,576 / 13,576            | US$ 1,361,839              |
| 5 de julho de 2019         | Milwaukee                  | Estados Unidos             | Fiserv Forum                      | Social House Normani       | 12,040 / 12,040            | US$ 1,310,830              |
| 6 de julho de 2019         | St. Louis                  | Estados Unidos             | Enterprise Center                 | Social House Normani       | 14,474 / 14,474            | US$ 1,547,186              |
| 8 de julho de 2019         | Saint Paul                 | Estados Unidos             | Xcel Energy Center                | Social House Normani       | 14,789 / 14,789            | US$ 1,751,076              |
| 11 de julho de 2019        | Denver                     | Estados Unidos             | Pepsi Center                      | Social House Normani       | 13,258 / 13,258            | US$ 1,446,520              |
| 13 de julho de 2019        | Salt Lake City             | Estados Unidos             | Vivint Smart Home Arena           | Social House Normani       | 12,569 / 12,569            | US$ 1,163,364              |
| 4 de agosto de 2019        | Chicago                    | Estados Unidos             | Grant Park                        | —                          | —                          | —                          |
| Etapa 2 — Europa           |                            |                            |                                   |                            |                            |                            |
| 17 de agosto de 2019       | Londres                    | Inglaterra                 | The O2 Arena                      | Social House Ella Mai      | 49,950 / 51,426            | US$ 5,313,530              |
| 19 de agosto de 2019       | Londres                    | Inglaterra                 | The O2 Arena                      | Social House Ella Mai      | 49,950 / 51,426            | US$ 5,313,530              |
| 20 de agosto de 2019       | Londres                    | Inglaterra                 | The O2 Arena                      | Social House Ella Mai      | 49,950 / 51,426            | US$ 5,313,530              |
| 23 de agosto de 2019       | Amsterdã                   | Países Baixos              | Ziggo Dome                        | Social House Ella Mai      | 32,407 / 32,407            | US$ 2,423,840              |
| 24 de agosto de 2019       | Amsterdã                   | Países Baixos              | Ziggo Dome                        | Social House Ella Mai      | 32,407 / 32,407            | US$ 2,423,840              |
| 27 de agosto de 2019       | Paris                      | França                     | AccorHotels Arena                 | Social House Ella Mai      | 31,521 / 32,520            | US$ 2,649,344              |
| 28 de agosto de 2019       | Paris                      | França                     | AccorHotels Arena                 | Social House Ella Mai      | 31,521 / 32,520            | US$ 2,649,344              |
| 30 de agosto de 2019       | Antuérpia                  | Bélgica                    | Sportpaleis                       | Social House Ella Mai      | N/A                        | N/A                        |
| 1º de setembro de 2019     | Colônia                    | Alemanha                   | Lanxess Arena                     | Social House Ella Mai      | 15,928 / 15,928            | US$ 1,460,540              |
| 3 de setembro de 2019      | Viena                      | Áustria                    | Wiener Stadthalle                 | Social House Ella Mai      | 15,090 / 15,090            | US$ 1,597,690              |
| 4 de setembro de 2019      | Praga                      | Chéquia                    | O2 Arena                          | Social House Ella Mai      | N/A                        | N/A                        |
| 11 de setembro de 2019     | Amsterdã                   | Países Baixos              | Ziggo Dome                        | Social House Ella Mai      | N/A                        | N/A                        |
| 14 de setembro de 2019     | Birmingham                 | Inglaterra                 | Arena Birmingham                  | Social House Ella Mai      | 26,704 / 26,704            | US$ 2,774,610              |
| 15 de setembro de 2019     | Birmingham                 | Inglaterra                 | Arena Birmingham                  | Social House Ella Mai      | 26,704 / 26,704            | US$ 2,774,610              |
| 17 de setembro de 2019     | Glasgow                    | Escócia                    | The SSE Hydro                     | Social House Ella Mai      | 12,994 / 12,994            | US$ 1,342,620              |
| 19 de setembro de 2019     | Sheffield                  | Inglaterra                 | FlyDSA Arena                      | Social House Ella Mai      | N/A                        | N/A                        |
| 22 de setembro de 2019     | Dublin                     | Irlanda                    | 3Arena                            | Social House Ella Mai      | 37,905 / 37,905            | US$ 3,688,950              |
| 23 de setembro de 2019     | Dublin                     | Irlanda                    | 3Arena                            | Social House Ella Mai      | 37,905 / 37,905            | US$ 3,688,950              |
| 25 de setembro de 2019     | Dublin                     | Irlanda                    | 3Arena                            | Social House Ella Mai      | 37,905 / 37,905            | US$ 3,688,950              |
| 28 de setembro de 2019     | Hamburgo                   | Alemanha                   | Barclaycard Arena                 | Social House Ella Mai      | 12,614 / 13,377            | US$ 1,142,830              |
| 1º de outubro de 2019      | Copenhague                 | Dinamarca                  | Royal Arena                       | Social House Ella Mai      | N/A                        | N/A                        |
| 3 de outubro de 2019       | Oslo                       | Noruega                    | Telenor Arena                     | Social House Ella Mai      | 23,911 / 23,911            | US$ 1,816,140              |
| 5 de outubro de 2019       | Helsinque                  | Finlândia                  | Hartwall Arena                    | Social House Ella Mai      | 11,547 / 11,547            | US$ 1,353,560              |
| 7 de outubro de 2019       | Estocolmo                  | Suécia                     | Ericsson Globe                    | Social House Ella Mai      | N/A                        | N/A                        |
| 9 de outubro de 2019       | Hamburgo                   | Alemanha                   | Barclaycard Arena                 | Social House Ella Mai      | 11,553 / 11,553            | US$ 1,088,470              |
| 10 de outubro de 2019      | Berlim                     | Alemanha                   | Mercedes-Benz Arena               | Social House Ella Mai      | 13,531 / 13,531            | US$ 1,216,250              |
| 13 de outubro de 2019      | Zurique                    | Suíça                      | Hallenstadion                     | Social House Ella Mai      | 13,370 / 13,370            | US$ 1,367,790              |
| 15 de outubro de 2019      | Londres                    | Inglaterra                 | The O2 Arena                      | Social House Ella Mai      | 26,369 / 29,062            | US$ 3,061,320              |
| 16 de outubro de 2019      | Londres                    | Inglaterra                 | The O2 Arena                      | Social House Ella Mai      | 26,369 / 29,062            | US$ 3,061,320              |
| Etapa 3 — América do Norte |                            |                            |                                   |                            |                            |                            |
| 9 de novembro de 2019      | Uniondale                  | Estados Unidos             | Nassau Veterans Memorial Coliseum | Social House               | 11,464 / 11,464            | US$ 1,580,315              |
| 12 de novembro de 2019     | Brooklyn                   | Estados Unidos             | Barclays Center                   | Social House               | 14,151 / 14,151            | US$ 1,982,444              |
| 15 de novembro de 2019     | Charlottesville            | Estados Unidos             | John Paul Jones Arena             | Social House               | N/A                        | N/A                        |
| 19 de novembro de 2019     | Atlanta                    | Estados Unidos             | State Farm Arena                  | Social House               | N/A                        | N/A                        |
| 22 de novembro de 2019     | Raleigh                    | Estados Unidos             | PNC Arena                         | Social House               | 13,041 / 13,041            | US$ 1,385,720              |
| 24 de novembro de 2019     | Tampa                      | Estados Unidos             | Amalie Arena                      | Social House               | 14,067 / 14,067            | US$ 1,430,092              |
| 25 de novembro de 2019     | Orlando                    | Estados Unidos             | Amway Center                      | Social House               | 13,112 / 13,112            | US$ 1,431,037              |
| 27 de novembro de 2019     | Miami                      | Estados Unidos             | American Airlines Arena           | Social House               | 12,100 / 12,100            | US$ 1,411,818              |
| 1º de dezembro de 2019     | Jacksonville               | Estados Unidos             | VyStar Veterans Memorial Arena    | Social House               | N/A                        | N/A                        |
| 3 de dezembro de 2019      | Colúmbia                   | Estados Unidos             | Colonial Life Arena               | Social House               | N/A                        | N/A                        |
| 5 de dezembro de 2019      | Nashville                  | Estados Unidos             | Bridgestone Arena                 | Social House               | N/A                        | N/A                        |
| 7 de dezembro de 2019      | Memphis                    | Estados Unidos             | FedExForum                        | Social House               | N/A                        | N/A                        |
| 9 de dezembro de 2019      | Dallas                     | Estados Unidos             | American Airlines Center          | Social House               | 13,834 / 13,834            | US$ 1,645,800              |
| 12 de dezembro de 2019     | Phoenix                    | Estados Unidos             | Talking Stick Resort Arena        | Social House               | 12,951 / 12,951            | US$ 1,465,817              |
| 13 de dezembro de 2019     | Anaheim                    | Estados Unidos             | Honda Center                      | Social House               | 12,575 / 12,575            | US$ 1,686,682              |
| 15 de dezembro de 2019     | Las Vegas                  | Estados Unidos             | MGM Grand Garden Arena            | Social House               | N/A                        | N/A                        |
| 17 de dezembro de 2019     | São Francisco              | Estados Unidos             | Chase Center                      | Social House               | 22,990 / 22,990            | US$ 3,065,557              |
| 18 de dezembro de 2019     | São Francisco              | Estados Unidos             | Chase Center                      | Social House               | 22,990 / 22,990            | US$ 3,065,557              |
| 21 de dezembro de 2019     | Los Angeles                | Estados Unidos             | The Forum                         | Social House               | 25,810 / 25,810            | US$ 3,383,378              |
| 22 de dezembro de 2019     | Los Angeles                | Estados Unidos             | The Forum                         | Social House               | 25,810 / 25,810            | US$ 3,383,378              |
| Total                      | Total                      | Total                      | Total                             | Total                      | —                          | —                          |

### Apresentações canceladas
| Data                   | Cidade    | País           | Local                   | Motivo                                                                |
| ---------------------- | --------- | -------------- | ----------------------- | --------------------------------------------------------------------- |
| 18 de abril de 2019    | Omaha     | Estados Unidos | CHI Health Center Omaha | Mudanças na agenda devido ao Coachella Valley Music and Arts Festival |
| 9 de setembro de 2019  | Cracóvia  | Polônia        | Tauron Arena            | Motivos pessoais                                                      |
| 17 de novembro de 2019 | Lexington | Estados Unidos | Rupp Arena              | Doença na garganta                                                    |